# Championnat des Îles Turques-et-Caïques de football 2013
Navigation
Édition précédente Édition suivante
La saison 2013 du championnat des Îles Turques-et-Caïques de football est la quinzième édition de la WIV Provo Premier League, le championnat de première division des Îles Turques-et-Caïques.
Le Cheshire Hall FC remporte son deuxième titre consécutif de champion des Îles Turques-et-Caïques face aux quatre meilleures équipes du pays.

## Les équipes participantes
| \| Providenciales : AFC Academy Cheshire Hall Rozo FC SWA Sharks Providenciales \| Localisation des équipes engagées. |
| Providenciales : AFC Academy Cheshire Hall Rozo FC SWA Sharks Providenciales                                          |

| Équipe        | Classement 2012 | Ville (île)                                      | Stade                  |
| ------------- | --------------- | ------------------------------------------------ | ---------------------- |
| Cheshire Hall | Champion        | Cheshire Hall and Richmond Hill (Providenciales) | TCIFA National Academy |
| SWA Sharks    | 2e              | Grace Bay (Providenciales)                       | TCIFA National Academy |
| AFC Academy   | 3e              | Providenciales (Providenciales)                  | TCIFA National Academy |
| Teachers FC   | 4e              |                                                  |                        |
| Rozo FC       | Nouvelle équipe | (Providenciales)                                 | TCIFA National Academy |

Légende des couleurs
- Tenant du titre
- Nouvelle équipe

## Compétition

### Classement
Le barème de points servant à établir le classement se décompose ainsi :
- Victoire : 3 points
- Match nul : 1 point
- Défaite : 0 point

| Rang | Équipe          | Pts | J | G | N | P | Bp | Bc | Diff |
| ---- | --------------- | --- | - | - | - | - | -- | -- | ---- |
| 1    | Cheshire Hall T | 21  | 8 | 7 | 0 | 1 | 27 | 7  | +20  |
| 2    | Rozo FC (N)     | 19  | 8 | 6 | 1 | 1 | 19 | 11 | +8   |
| 3    | SWA Sharks      | 10  | 8 | 3 | 1 | 4 | 17 | 20 | -3   |
| 4    | AFC Academy     | 7   | 8 | 2 | 1 | 5 | 20 | 20 | 0    |
| 5    | Teachers FC     | 1   | 8 | 0 | 1 | 7 | 7  | 32 | -25  |

|  | Champion des Îles Turques-et-Caïques 2013 |
|  | T : Tenant du titre (N) : Nouvelle équipe |

### Résultats
| Résultats (▼dom., ►ext.)                                   | ACA | CHE | ROZ | SWA | TEA |
| AFC Academy                                                |     | 0-3 | 3-4 | 4-2 | 1-1 |
| Cheshire Hall                                              | 3-0 |     | 0-1 | 3-1 | 4-2 |
| Rozo FC                                                    | 3-2 | 1-5 |     | 1-1 | 3-0 |
| SWA Sharks                                                 | 4-3 | 1-3 | 0-3 |     | 3-1 |
| Teachers FC                                                | 0-7 | 1-6 | 0-3 | 2-5 |     |
| - Victoire à domicile - Match nul - Victoire à l'extérieur |     |     |     |     |     |

## Bilan de la saison
| Championnat des Îles Turques-et-Caïques de football 2013 |                             |
| Champion                                                 | Cheshire Hall FC (2e titre) |
| Dauphin                                                  | Rozo FC                     |
| Qualifications continentales                             |                             |
| CFU Club Championship 2014                               | Aucun inscrit               |